# گوستاف (خواننده)
گوستاف (به انگلیسی: Gustaph) با نام اصلی استف کایرز (به انگلیسی: Stef Caers) (زاده ۵ ژوئیهٔ ۱۹۸۰) خواننده بلژیکی است.
او نماینده بلژیک در یوروویژن ۲۰۲۳ بود.